# Sleeps with Angels
Sleeps with Angels es el vigésimo segundo álbum de estudio del músico canadiense Neil Young, publicado en 1994. 
El álbum fue concebido como un intento por volver a capturar la experimentación musical realizada por Young y Crazy Horse durante la era de Everybody Knows This Is Nowhere. Aunque la mayoría del álbum fue grabado antes, Young compuso el tema que da título al álbum, "Sleeps with Angels", tras la muerte de Kurt Cobain, quien citó a Neil en su nota de suicidio. Como resultado, Sleeps with Angels acabó convirtiéndose en una reminiscencia de Tonight's the Night, coincidiendo incluso en la impresión en la portada del logotipo de Reprise Records en naranja, a diferencia del habitual blanco y negro. El álbum remite a un sonido oscuro y pensativo, siendo la única excepción a la atmósfera principal el tema "Piece of Crap", influido por el punk. Dos canciones, "Western Hero" y "Train of Love", figuran con la misma música a pesar de una letra diferente.

## Recepción
Tras su publicación, Sleeps with Angels obtuvo en general críticas positivas de la prensa musical. Stephen Thomas Erlewine, de Allmusic, escribió: «Aunque reúne otra vez a Crazy Horse e incluye trabajos tan típicos de rock como la duradera "Change Your Mind" y la estridente "Piece of Crap", Sleeps with Angels es musicalmente más variado que la mayoría de los álbumes de Neil Young con su antiguo grupo de respaldo, yendo desde baladas basadas en el piano como la que abre el disco, "My Heart", y la que lo cierra, "A Dream That Can Last", que podrían haber encajado en After the Gold Rush, al country-folk de "Train of Love", que suena como un descarte de Harvest Moon». Robert Christgau comentó: «Aunque me gustaría oírle arrojar algo con Dave Grohl y Chris Novoselic, la conexión con Cobain es un timbre. Docenas de bandas jóvenes podrían haber hecho un tributo a Nirvana más dinámico y desgarrador. En cambio parece Johnny Rotten revisitado y Rust Never Sleeps. La canción de catorce minutos "Change Your Mind" no es ni será nunca "Like a Hurricane"».
En el plano comercial, Sleeps with Angels alcanzó el puesto dos en la lista británica UK Albums Chart, su mejor posición desde la publicación en 1972 de Harvest. En los Estados Unidos, el álbum llegó al puesto nueve de la lista Billboard 200, su mejor registro desde el lanzamiento en 1979 de Rust Never Sleeps, mientras que en Canadá alcanzó el puesto siete de la lista Canadian Albums Chart. Además, fue certificado como disco de oro por la RIAA.

## Lista de canciones
Todas las canciones escritas y compuestas por Neil Young excepto donde se anota. 
| N.º | Título                  | Escritor(es)                                           | Duración |  |
| 1.  | «My Heart»              |                                                        | 2:44     |  |
| 2.  | «Prime of Life»         |                                                        | 4:02     |  |
| 3.  | «Driveby»               |                                                        | 4:43     |  |
| 4.  | «Sleeps with Angels»    |                                                        | 2:44     |  |
| 5.  | «Western Hero»          |                                                        | 5:00     |  |
| 6.  | «Change Your Mind»      |                                                        | 14:39    |  |
| 7.  | «Blue Eden»             | Ralph Molina, Frank Sampedro, Billy Talbot, Neil Young | 6:22     |  |
| 8.  | «Safeway Cart»          |                                                        | 6:29     |  |
| 9.  | «Train of Love»         |                                                        | 3:57     |  |
| 10. | «Trans Am»              |                                                        | 4:07     |  |
| 11. | «Piece of Crap»         |                                                        | 3:15     |  |
| 12. | «A Dream That Can Last» |                                                        | 5:27     |  |

## Personal
Músicos
- Neil Young: guitarra, piano, acordeón, flauta, armónica y voz.
- Frank "Poncho" Sampedro: guitarra, piano, teclados, bajo, marimba y coros.
- Billy Talbot: bajo, vibráfono, marimba y coros.
- Ralph Molina: batería y coros.

## Posición en listas
| País              | Lista                      | Posición |
| ----------------- | -------------------------- | -------- |
| Alemania          | Media Control Top-50 Chart | 11       |
| Australia         | ARIA Albums Chart          | 23       |
| Austria           | Ö3 Austria Top 40          | 12       |
| Bélgica (Flandes) | Ultratop 200 Albums        | 13       |
| Canadá            | Canadian Albums Chart      | 7        |
| Estados Unidos    | Billboard 200              | 9        |
| Noruega           | VG-lista Albums Chart      | 4        |
| Nueva Zelanda     | New Zealand Albums Chart   | 17       |
| Reino Unido       | UK Albums Chart            | 2        |
| Países Bajos      | Mega Album Top 100         | 24       |
| Suecia            | Albums Top 60              | 2        |
| Suiza             | Hit Parade Albums Top 100  | 13       |

| Sencillo           | Lista                  | Posición más alta |
| ------------------ | ---------------------- | ----------------- |
| «Change Your Mind» | Mainstream Rock Tracks | 18                |

## Certificaciones
| Fecha                 | País           | Organismo certificador | Certificación | Ventas certificadas |
| --------------------- | -------------- | ---------------------- | ------------- | ------------------- |
| 18 de octubre de 1994 | Estados Unidos | RIAA                   | Oro           | 500 000             |